# Eline Eriksen
Pour les articles homonymes, voir Eriksen.
Eline Eriksen (6 février 1881 - Copenhague, 24 septembre 1963), née Eline Vilhelmine Møller est le modèle du sculpteur Edvard Eriksen pour le corps de La Petite Sirène de Copenhague, au Danemark.

## Biographie
Mariée au sculpteur Edvard Eriksen en 1900, Eline Eriksen sert de modèle pour La Petite Sirène. Le visage de la statue est réalisé d'après la ballerine Ellen Price.
Eline Eriksen sert de modèle à plusieurs statues de son mari, telles que The First Grief et The Sufferer.
Elle est enterrée avec son mari au cimetière Vestre à Copenhague.